# Pandemia de COVID-19 en República Centroafricana

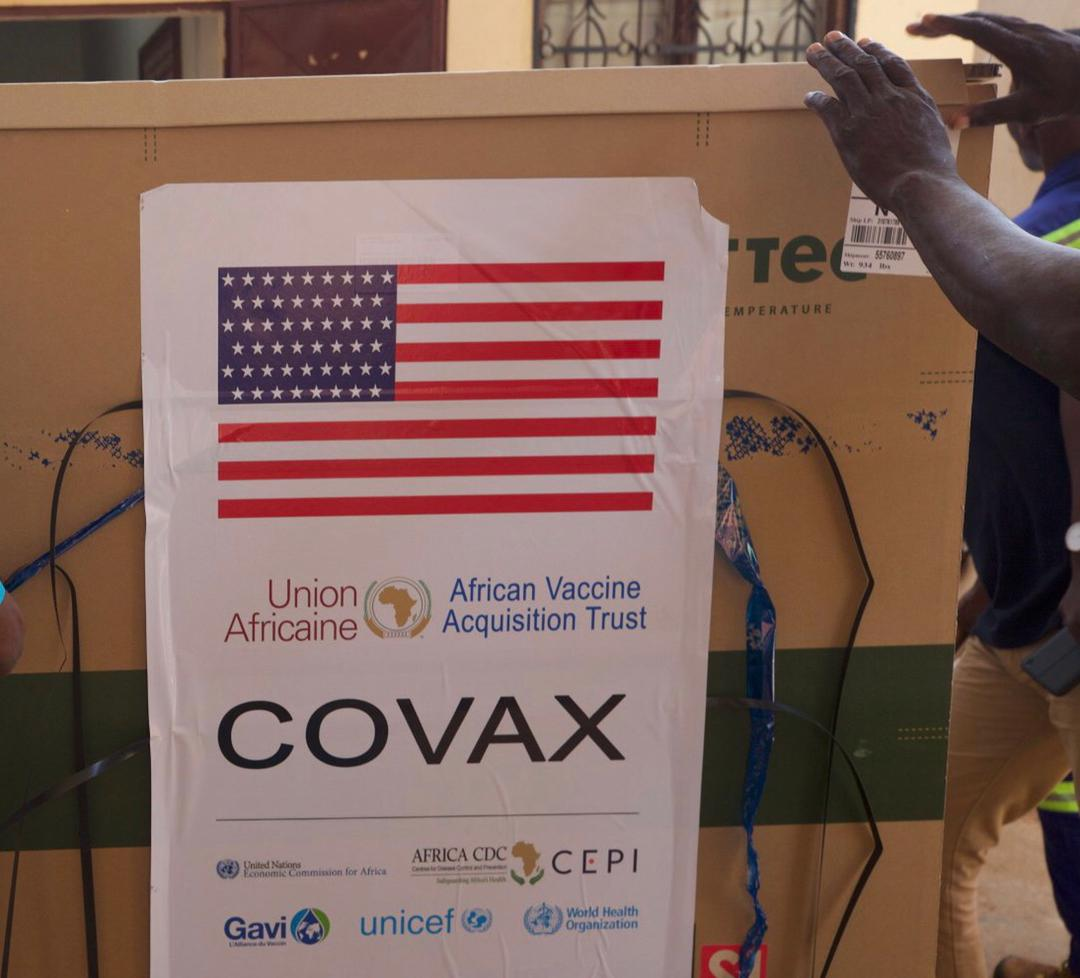
Los Estados Unidos de América envío más de 800.000 vacunas contra el COVID-19 a la República Centroafricana

La pandemia de COVID-19 alcanzó a la República Centroafricana el 14 de marzo marzo de 2020. La primera muerte se produjo el 24 de mayo de 2020.
Al momento de inicio de la pandemia, el país se encontraba en una situación frágil debido al conflicto armado iniciado en 2013 que produjo una situación humanitaria crítica, con aproximadamente el 25% de la población desplazada y el 63% con necesidades de asistencia. La República Centroafricana solo cuenta con 3 respiradores.
A fin de contener la propagación de la epidemia, las autoridades establecieron algunas medidas como la obligatoriedad de uso de mascarillas y la prohibición de reuniones masivas.
Hasta el 1 de agosto se han registrado 4618 casos confirmados, 1640 recuperaciones y 59 muertes. La tasa de letalidad (fallecidos respecto a confirmados) es del 2,06%.

## Cronología
El primer caso en el país fue anunciado el 14 de marzo. Se trataba de un ciudadano italiano de 74 años de edad que había regresado a la República Centroafricana desde Milán, Italia.